# باردین (ویرجینیای غربی)
باردین (به انگلیسی: Bardane) یک منطقهٔ مسکونی در ایالات متحده آمریکا است که در شهرستان جفرسون، ویرجینیای غربی واقع شده‌است.